# Jenisiej Krasnojarsk (piłka siatkowa)
Jenisej Krasnojarsk (ros. Енисей Красноярск) – rosyjski męski klub siatkarski z siedzibą w Krasnojarsku.
Drużyna została utworzona w 1993 roku. W sezonie 1994/1995 zespół nazywał się "Jenisej", zajął pierwsze miejsce w pierwszej lidze, ale w ostatnim turnieju zajęli 7. miejsce i klub nie dostał się do wyższej ligi. Ten cel udało się osiągnąć w 1997 roku. Dwa lata później zespół z Krasnojarsku, nosił nazwę "Lokomotiv Dorożnik". Dzięki drugiemu miejscu w lidze awansował do Superligi.

## Historia

### Chronologia nazw
Jenisej
- 1994: Jenisej (ros. Енисей)
- 1995: Lokomotiw (ros. Локомотив)
- 1996: Lokomotiw-Dorożnik (ros. Локомотив-Дорожник)
- 1999: Dorożnik (ros. Дорожник»)
- 2010: Jenisej-Dorożnik (ros. Енисей-Дорожник)[1]

## Kadra zawodnicza

### Sezon 2019/2020
- 1.  Siergiej Płatanienkow
- 2.  Anton Misin
- 4.  Rusłan Chanipow
- 5.  Aleksiej Nałobin
- 7.  Todor Skrimow
- 8.  Walentin Strilczuk
- 9.  Aleksandr Kritskij
- 11.  Dmitrij Żuk
- 12.  Aleksandr Janutow
- 13.  Kiriłł Klec
- 17.  Roman Żos
- 18.  Jan Jereszczenko
- 19.  Daniła Gawriłow
- 20.  Ilja Czubikin

### Sezon 2018/2019
- 1.  Siergiej Płatanienkow
- 2.  Anton Misin
- 3.  Maksim Kulikow
- 4.  Walentin Strilczuk
- 7.  Paul Carroll
- 8.  Iwan Paniczew
- 9.  Aleksandr Kritskij
- 10.  Nikita Aksjutin
- 11.  Dmitrij Żuk
- 12.  Aleksandr Janutow
- 15.  Dmitrij Iljinych
- 16.  Nicolas Marechal
- 17.  Roman Żos
- 20.  Ilja Czubikin

### Sezon 2017/2018
- 1.  Siergiej Płatanienkow
- 2.  Anton Misin
- 3.  Maksim Kulikow
- 4.  Antonin Rouzier
- 5.  Nikita Aksjutin
- 8.  Iwan Paniczew
- 9.  Aleksandr Kritskij
- 10.  Dmitrij Leontiew
- 11.  Dmitrij Żuk
- 12.  Aleksandr Janutow
- 14.  Joandry Díaz
- 15.  Aleksiej Spiridonow
- 16.  Ilja Czubikin
- 17.  Roman Żos
- 20.  Ilja Czubikin
- Pawieł Zacharow

### Sezon 2016/2017
- 2.  Anton Mysin
- 5.  Aleksandr Moczałow
- 6.  Dejan Vinčić
- 7.  Pawieł Biezrukich
- 8.  Iwan Paniczew
- 9.  Filipp Woronkow
- 10.  Dmitrij Leontiew
- 11.  Dmitrij Żuk
- 12.  Aleksandr Janutow
- 13.  Roman Żos
- 14.  Joandry Díaz
- 15.  Aleksiej Spiridonow
- 16.  Ilja Czubikin
- 17.  Władimir Gamajunow
- 18.  Aleksandr Kriwiec
- 19.  Nikołaj Nikołow

### Sezon 2015/2016
- 1.  Władimir Chilczenko
- 2.  Anton Mysin
- 4.  Antti Siltala
- 5.  Aleksandr Moczałow
- 7.  Pawieł Biezrukich
- 8.  Iwan Paniczew
- 9.  Filipp Woronkow
- 10.  Walentin Gołubiew
- 11.  Andriej Zubkow
- 13.  Joandry Díaz
- 15.  Anton Dubrowin
- 18.  Iwan Komarow
- 20.  Iljas Kurkajew